# Otto Knappe von Knappstädt
Otto August Knappe von Knappstädt  (22 tháng 4 năm 1815 tại Oels – 16 tháng 2 năm 1906 tại Neubrandenburg), là một sĩ quan quân đội Phổ, làm đến quân hàm Thượng tướng Bộ binh. Ông đã từng tham gia một số trận đánh lớn trong cuộc Chiến tranh Áo-Phổ năm 1866 và cuộc Chiến tranh Pháp-Đức (1870 – 1871).

## Tiểu sử
Otto là con trai của August Christoph Kappe von Knappstädt (1775 – 1852), một sĩ quan Phổ, đã được thăng đến cấp Thiếu tướng.
Sau khi học trung học tại Prenzlau và Neubrandenburg, Knappe von Knappstädt đã gia nhập lực lượng quân đội Phổ với tư cách là một lính ngự lâm trong Trung đoàn Bộ binh số 40. Vào năm 1834, ông được phong quân hàm Thiếu úy, và kể từ năm 1837, ông phục vụ trong Tiểu đoàn Bộ binh Lehr. Vào năm 1838, ông được bổ nhiệm làm phụ tá tiểu đoàn vào năm 1850 ông lên quân hàm Trung úy. Cùng năm đó đó, ông được chuyển sang làm sĩ quan phụ tá cho viên trấn thủ của Luxemburg. Ông được phong cấp Đại úy năm 1852, Thiếu tá năm 1859 rồi lên quân hàm Thượng tá năm 1864. Khi cuộc Chiến tranh Áo-Phổ bùng nổ vào năm 1866, ông là Đại tá và Tư lệnh của Trung đoàn Phóng lựu Cận vệ Hoàng đế Alexander số 1. Ông chỉ tham chiến trong giai đoạn cuối của trận Königgrätz và đơn vị dưới quyền ông chịu thiệt hại rất nhẹ trong trận chiến.
Vào năm 1870, Knappe von Knappstädt lên chức Tư lệnh của Lữ đoàn Bộ binh Cận vệ số 3. Trong cuộc Chiến tranh Pháp-Đức (1870 – 1871), ông đã chỉ huy đơn vị này trong trận Gravelotte đẫm máu vào ngày 18 tháng 8: lữ đoàn của ông bị thiệt hại hết sức nặng nề và bản thân vị chỉ huy cũng bị thương. Phải đến tháng 12 năm 1870, ông mới trở lại tham chiến và chỉ huy lữ đoàn của mình trong cuộc vây hãm thủ đô Pháp.
Sau khi cuộc chiến tranh kết thúc với thảm bại của Pháp, ông được thăng quân hàm Thiếu tướng vào năm 1871. Knappe von Knappstädt là thành viên của một ủy ban có vai trò cố vấn về quân luật cho Đế quốc Đức, trước khi được lên cấp Trung tướng và được ủy nhiệm làm sĩ quan à la suite của quân đội. Đồng thời, ông được cử sang Württemberg làm Tư lệnh của Sư đoàn số 27 (số 2 Vương quốc Württemberg). Ông giữ chức vụ này từ ngày 18 tháng 5 năm 1876 cho tới ngày 8 tháng 12 năm 1878. Vào ngày 9 tháng 12 năm 1878, ông nghỉ hưu. Vào ngày 18 tháng 8 năm 1895, khi ông đã 80 tuổi, ông được phong quân hàm danh dự (Charakter) Thượng tướng Bộ binh.

## Phong tặng
- Huân chương Thánh Stanislausn hạng hai của Nga vào ngày 11 tháng 6 năm 1864
- Tư lệnh hạng hai Huân chương Zähringer Löwen vào ngày 17 tháng 11 năm 1867
- Tư lệnh hạng hai của Huân chương Quân công Đại Công quốc Hesse vào ngày 10 tháng 9 năm 1868
- Huân chương Thánh Anna của Nga hạng hai với hột xoàn vào ngày 9 tháng 6 năm 1870
- Huân chương Thập tự Sắt (1870) hạng hai
- Huân chương Thập tự Sắt (1870) hạng nhất vào ngày 3 tháng 3 năm 1871
- Huân chương Thánh Georghy hạng bốn của Nga vào ngày 15 tháng 7 năm 1871
- Tư lệnh Huân chương Bảo kiếm vào năm 1875
- Huân chương Đại bàng Đỏ hạng một với Lá sồi vào ngày 9 tháng 12 năm 1878
- Hiệp sĩ Công lý Thánh Johann